# Geschützter Landschaftsbestandteil Feldgehölze östlich Margarethenhof
Der Geschützte Landschaftsbestandteil Feldgehölze östlich Margarethenhof mit einer Flächengröße von 0,78 ha liegt nördlich von Leitmar im Stadtgebiet von Marsberg. Das Gebiet wurde 2008 mit dem Landschaftsplan Marsberg durch den Kreistag des Hochsauerlandkreises als Geschützter Landschaftsbestandteil (LB) ausgewiesen. Der LB ist umgeben vom Landschaftsschutzgebiet Margarethenhof. Der LB besteht aus zwei Teilflächen.

## Beschreibung
Der Landschaftsplan führt zum LB aus: „Es handelt sich um ein zweiteiliges, buchendominiertes Feldgehölz in der Senke zwischen Hengesberg und Sauernberg. Der größere Teil stockt auf einer nordexponierten Böschung, der kleinere auf fast ebenem (Kalk-) Untergrund. Neben Buchen kommen Eichen und einige Fichten vor; an einigen Stellen ist ein strauchartenreicher Waldmantel ausgebildet. Beide Gehölzflächen stehen jedoch dem Weidevieh offen, so dass die – potenziell auf dem vorhandenen Kalkuntergrund artenreiche – Krautschicht unterentwickelt ist. Um dem Artenschutzpotenzial des Schutzobjekts zur vollen Wirkung zu verhelfen, wäre daher ein Abzäunen der Gehölzbestände sinnvoll. Daneben sind die Strauchsäume zumindest potenzielle Bruthabitate für Arten des gehölzstrukturierten Offenlandes.“

## Schutzzweck
Die Ausweisung als LB erfolgte:
- Zur Erhaltung, Entwicklung oder Wiederherstellung der Leistungs- und Funktionsfähigkeit des Naturhaushaltes
- Zur Belebung, Gliederung oder Pflege des Orts- und Landschaftsbildes
- Zur Abwehr schädlicher Einwirkungen

Der LB stellt, wie die anderen LBs im Landschaftsplangebiet, einen herausragenden Lebensraum für die ökologischen Leistungsfähigkeit des Naturhaushaltes dar. Dient ferner als landschaftsgliederndes und -belebendes Element. Die Ausweisung dient der Abwehr realer oder potenzieller schädlicher Einwirkungen durch Pflanzenentnahme, Relief- oder Gewässerveränderungen usw.